# La Reproduction interdite
La Reproduction interdite est un tableau du peintre surréaliste belge René Magritte. C'est une huile sur toile peinte en 1937.

## Analyse
Ce tableau représente Edward James de dos regardant un miroir, qui ne reflète pas son visage mais son dos. De ce fait, il est impossible d'apercevoir le visage du personnage en question, qui est brun.
En bas à droite du tableau, un livre est posé sur la cheminée tout en étant correctement reflété dans le miroir. Ce livre est une copie d'un roman intitulé  The Narrative of Arthur Gordon Pym of Nantucket (Les Aventures d'Arthur Gordon Pym) de l'écrivain américain Edgar Allan Poe.